# 彼得森 (阿拉巴馬州)
彼得森（英語：Peterson）是位於美國阿拉巴馬州塔斯卡盧薩縣的一個非建制地區。該地的面積和人口皆未知。

## 地理
彼得森的座標為33°13′57″N 87°25′25″W / 33.23250°N 87.42361°W，而該地的平均海拔高度為127米（即417英尺）。